# Johann Kohlros
Johann Kohlros (även tecknad Johannes Kolross eller Kolrose med flera stavningar), född 1487 och död 1558. Tysk språklärare och pastor i Basel där han avled. Han finns representerad i de svenska psalmböckerna sen 1695 fram till våra dagars Den svenska psalmboken 1986 med originaltexten till ett verk, morgonpsalmen Min Gud och Fader käre. Översatt 1601 till svenska av Laurentius Jonae Gestritius från originaltiteln Ich danck dir lieber HERRE med en vers mindre än på tyska och i den danska översättningen.

## Psalmer
- Min Gud och Fader käre (1695 nr 355, 1819 och 1937 nr 425, 1986 nr 491) skriven omkring 1535. Finns på Wikisource.

## Fotnoter
1. ↑  Gemeinsame Normdatei, Deutsche Nationalbibliotheks katalog-id-nummer: 1197327697749153-1, läst: 16 oktober 2015.[källa från Wikidata]
2. ↑  Hyperion Records person-ID: C6289.[källa från Wikidata]